# Jan Sládek
Jan Sládek (20. května 1906, Kunčičky, Ostrava – 30. července 1982, Praha) byl český jevištní výtvarník, scénograf, malíř, ilustrátor, grafik a pedagog.

## Život
Narodil se v rodině Jana Sládka (1869–??), kancelisty horního úřadu (Bergamtkanzelist) a jeho manželky Františky, rozené Trnkové (1878–??).
Jan Sládek vystudoval v letech 1921–1925 Obchodní akademii v Ostravě, umělecké vzdělání získal v malířském ateliéru Patrika Ungermanna. V Ostravě působil jako malíř a grafik a také jako organizátor kulturního života. Byl též pedagogem na zlínské Škole umění (1942/1943). V jeho volné tvorbě, které se věnoval do konce 50. let, se objevuje sociální tematika a vliv kubismu.
Od září 1930 začal pracovat jako jevištní výtvarník v Národním divadle v Moravské Ostravě. V roce 1937 vytvořil několik scénických návrhů pro Zemské divadlo v Brně a v roce 1938  svůj první scénický návrh pro pražské Národní divadlo. V letech 1937 až 1944 spolupracoval s Městským divadlem na Královských Vinohradech v Praze, kam jej přivedl režisér Bohuš Stejskal zprvu pro inscenaci Langrovy Dvaasedmdesátky. V letech 1943/1944 spolupracoval také s Nezávislým divadlem v Praze a jeho režiséry Janem Škodou a Karlem Paloušem.
Po skončení druhé světové války se přesunul trvale do Prahy a kromě ilustrování knih se nadále věnoval především scénografii. V roce 1945 zakládal spolu s K. Paloušem a Janem Škodou Realistické divadlo Zdeňka Nejedlého v Praze na Smíchově, kde pak v letech 1945–1969  (později i jako host) pracoval jako scénograf,  přičemž od roku 1950 byl administrativním ředitelem a vedoucím výpravy. Spolupracoval také s řadou mimopražských divadel. Mezi léty 1938 až 1969 vytvořil v pražském Národním divadle scénu nebo i kostýmy pro téměř 20 titulů. Postupně se stal jedním z předních osobností české scénografie a řadí se k zakladatelům moderního scénografického projevu.

### Ostatní aktivity
V roce 1948 podepsal (s titulem „akademický malíř“) prokomunistickou výzvu Kupředu, zpátky ni krok!, jež byla vydána dne 25. února 1948 pro podporu komunistického převratu. Od září 1949 do dubna 1950 byl členem redakce měsíčníku Divadlo, poté až do března 1951 byl zde spolupracovníkem. V říjnu 1956 byl na ustavující konferenci Svazu československých výtvarných umělců zvolen do jeho ústředního výboru jako náhradník. Komunistickým režimem byl oceňován, první státní cenu získal v roce 1949.

## Ocenění
- 1937 Zlatá medaile na Triennale di Milano
- 1941 Národní cena
- 1951 Státní cena
- 1959 titul zasloužilý umělec
- 1966 Vyznamenání Za vynikající práci

## Scénické návrhy, výběr
- 1930 Jaroslav Hilbert: Třídič štěrku, Národní divadlo moravskoslezské Ostrava, rež. Jan Škoda
- 1931 William Shakespeare: Zkrocení zlé ženy, Národní divadlo moravskoslezské Ostrava, rež. Jan Škoda
- 1933 Molière: Don Juan, Národní divadlo moravskoslezské Ostrava, rež. Jan Škoda
- 1935 Karel Čapek: Loupežník, Národní divadlo moravskoslezské Ostrava, rež. Jan Škoda
- 1937 Karel Čapek: Bílá nemoc, Zemské divadlo Brno, rež. Aleš Podhorský
- 1937 František Langer: Dvaasedmdesátka, Městské divadlo na Vinohradech, režie Bohuš Stejskal
- 1938 Charles Gounod: Faust a Markétka (opera), Národní divadlo, rež. Hanuš Thein
- 1939 F. F. Šamberk: Jedenácté přikázání, Zemské divadlo Brno, rež. Jan Škoda
- 1943 S. Bonelli: Chvála bláznovství, Městské divadlo na Poříčí, rež. František Salzer
- 1946 A. Arbuzov: Daleká cesta, Divadlo 5. května, rež. František Salzer
- 1947 Oscar Wilde: Jak je důležité míti Filipa, Realistické divadlo, rež. Ota Ornest
- 1948 William Shakespeare: Veselé paničky windsorské, Východočeské oblastní divadlo Pardubice, rež. Karel Palouš
- 1949 Bedřich Smetana: Prodaná nevěsta, Národní divadlo, režie Karel Palouš (J. Sládek navrhoval i kostýmy)
- 1950 Bedřich Smetana: Hubička (opera), Národní divadlo, režie Karel Palouš (J. Sládek navrhoval i kostýmy)
- 1954 R. B. Sheridan: Škola pomluv, Divadlo komedie Praha, rež. Ota Ornest
- 1957 William Shakespeare: Macbeth, Realistické divadlo Zdeňka Nejedlého, rež. Karel Palouš
- 1958 Jiří Mahen: Jánošík, Národní divadlo, rež. František Salzer (J. Sládek navrhoval i kostýmy)
- 1962 Fráňa Šrámek: Měsíc nad řekou, Divadlo Oldřicha Stibora Olomouc, rež. Jaromír Svoboda
- 1965 František Langer: Periferie, Realistické divadlo Zdeňka Nejedlého, rež. Karel Palouš
- 1968 Karel Čapek: R.U.R., Městské divadlo Příbram, rež. S. Vyskočil
- 1969 Molière: Škola pro ženy, Tylovo divadlo, rež. Václav Špidla (J. Sládek navrhoval i kostýmy)
- 1974 G. Verdi: Falstaff, Divadlo J. K. Tyla Plzeň, rež. O. Kříž
- 1977 N. Pogodin: Kremelský orloj, Východočeské oblastní divadlo Pardubice, rež. Karel Palouš
- 1979 G. Bizet: Carmen (opera), Divadlo F. X. Šaldy Liberec, rež. R. Málek

## Z knižních ilustrací
- Petr Bezruč: 1883 (1935), verše šestnáctiletého básníka, bibliofilie.
- Karel Jaromír Erben: Prostonárodní české písně a říkadla I.-VI. (1984–1990).
- Fraňo Kráľ: Děti Zuzany Čenkové (1975).
- Milena Hübschmannová: Romské pohádky (1973).
- Marie Majerová: Staropražské pomněnky (1967).
- Moravské národní pohádky a pověsti (1983).
- Walt Morey: Zima v kaňonu (1978).
- František Pavlíček: Tři zlaté vlasy děda Vševěda (1959).
- Pět slovenských her  (1965).
- Jaroslav Seifert: Slezská píseň (1932) – soukromý tisk (bibliofile).
- Karolína Světlá: Hubička; Námluvy; Nebožka Barbora (1973).
- Karolína Světlá: Kříž u potoka (1968).
- Josef Kajetán Tyl: Strakonický dudák (1979).
- Zikmund Winter: Rozina sebranec (1968).
- Jiří Wolker: Balada o očích topičových (1938) – soukromý tisk (bibliofilie).
- Emil Zegadłowicz: Beskydské balady (1933).
- Paul Zaunert: Německé lidové pohádky (1976).